# Midway T Unit
Le Midway T Unit  est un système de jeux vidéo à cartouche pour borne d'arcade compatible JAMMA destiné aux salles d'arcade, créé par la société américaine Midway en 1993 afin de succeder au système Midway Y Unit. Mortal Kombat II a été le premier jeu T Unit.

## Spécifications techniques
- Processeur principal: TMS34010 cadencé à 6,25 MHz
- processeur sonore: M6809 cadencé à 2 MHz
- Chip sonore: YM2151 cadencé à 3,579 58 MHz, DAC, OKI MSM6295 à 8 kHz

Mortal Kombat II utilise le DCS Sound System (ADSP2105 à 10 MHz et un DMA-driven DAC).

## Liste des jeux
- Judge Dredd (prototype, jamais sorti)
- Mortal Kombat (Rev 4)
- Mortal Kombat II
- NBA Jam
- NBA Jam: Tournament Edition